# Modjo
Modjo va ser un duet francès, format per Romain Tranchart i Yann Destagnol, de house, música electrònica i pop, que estigué en actiu des de 1998 a 2002.

## Discografia
- Lady (Hear Me Tonight) (2000)
- Chillin' (2001)
- What I Mean (2001)
- No More Tears (2002)
- On Fire (2002)